# Франко Семіолі
Франко Семіолі (італ. Franco Semioli, нар. 20 червня 1980, Чиріє) — італійський футболіст, що грав на позиції півзахисника, зокрема за «К'єво», «Сампдорію», а також національну збірну Італії. По завершенні ігрової кар'єри — тренер. 

## Клубна кар'єра
Народився 20 червня 1980 року в місті Чиріє. Вихованець юнацьких команд футбольних клубів «Сан Мауріціо Канавезе» і «Торіно».
У дорослому футболі дебютував в сезоні 1998/99 виступами за головну команду «Торіно», з якої також віддавався в оренду до «Салернітани».
2001 року перейшов до «Інтернаціонале», за головну команду якого, утім, жодної гри не провів. Натомість був відданий в оренду до того ж «Торіно», а згодом до «Тернани» та «Віченци».
У 2003 році став гравцем «К'єво», в якому нарешті став стабільним гравцем «основи» на рівні Серії A. Провів за веронську команду 141 гру в усіх турнірах протягом чотирьох сезонів, після чого 2007 року перейшов до «Фіорентини».
Після двох років, проведених у Флоренції, перейшов до «Сампдорії», кольори якої захищав протягом трьох сезонів.
Згодом відіграв сезон 2012/13 років за «Віченцу», а завершував ігрову кар'єру у четвертому італійському дивізіоні у команді «К'єрі», за яку виступав протягом 2014—2016 років.

## Виступи за збірні
1998 року дебютував у складі юнацької збірної Італії (U-17), загалом на юнацькому рівні за команди різних вікових категорій взяв участь у 24 іграх, відзначившись 10 забитими голами.
2006 року дебютував в офіційних матчах у складі національної збірної Італії. Протягом двох років провів у її формі три матчі.

## Кар'єра тренера
Розпочав тренерську кар'єру відразу ж по завершенні кар'єри гравця, 2016 року, увійшовши до тренерського штабу клубу «К'єрі», де був помічником головного тренера однієї з молодіжних команд з 2016 по 2018 рік.
В подальшому тренував юнацьку команду «Про Верчеллі», а з 2019 року — юнаків клубу «Торіно».

## Статистика виступів

### Статистика клубних виступів
| Сезон                  | Команда                | Чемпіонат              | Чемпіонат | Чемпіонат | Національний кубок | Національний кубок | Національний кубок | Континентальні кубки | Континентальні кубки | Континентальні кубки | Інші змагання | Інші змагання | Інші змагання | Усього | Усього |
| Сезон                  | Команда                | Ліга                   | Ігор      | Голів     | Ліга               | Ігор               | Голів              | Ліга                 | Ігор                 | Голів                | Ліга          | Ігор          | Голів         | Ігор   | Голів  |
| ---------------------- | ---------------------- | ---------------------- | --------- | --------- | ------------------ | ------------------ | ------------------ | -------------------- | -------------------- | -------------------- | ------------- | ------------- | ------------- | ------ | ------ |
| 1997–98                | «Торіно»               | B                      | 0         | 0         | КІ                 | 0                  | 0                  | -                    | -                    | -                    | -             | -             | -             | 0      | 0      |
| 1998–99                | «Торіно»               | B                      | 2         | 0         | КІ                 | 0                  | 0                  | -                    | -                    | -                    | -             | -             | -             | 2      | 0      |
| 1999–00                | «Салернітана»          | B                      | 22        | 0         | КІ                 | 1                  | 1                  | -                    | -                    | -                    | -             | -             | -             | 23     | 1      |
| 2000–01                | «Торіно»               | B                      | 16        | 1         | КІ                 | 3                  | 0                  | -                    | -                    | -                    | -             | -             | -             | 19     | 1      |
| 2001-січ. 2002         | «Торіно»               | A                      | 3         | 0         | КІ                 | 2                  | 0                  | -                    | -                    | -                    | -             | -             | -             | 5      | 0      |
| Усього за «Торіно»     | Усього за «Торіно»     | Усього за «Торіно»     | 21        | 1         |                    | 5                  | 0                  |                      | -                    | -                    |               | -             | -             | 26     | 1      |
| січ.-черв. 2002        | «Тернана»              | B                      | 12        | 0         | КІ                 | -                  | -                  | -                    | -                    | -                    | -             | -             | -             | 12     | 0      |
| 2002–03                | «Віченца»              | B                      | 31        | 2         | КІ                 | 3                  | 0                  | -                    | -                    | -                    | -             | -             | -             | 34     | 2      |
| 2003–04                | «К'єво»                | A                      | 31        | 2         | КІ                 | 2                  | 0                  | -                    | -                    | -                    | -             | -             | -             | 33     | 2      |
| 2004–05                | «К'єво»                | A                      | 35        | 5         | КІ                 | 0                  | 0                  | -                    | -                    | -                    | -             | -             | -             | 35     | 5      |
| 2005–06                | «К'єво»                | A                      | 35        | 1         | КІ                 | 3                  | 1                  | -                    | -                    | -                    | -             | -             | -             | 38     | 2      |
| 2006–07                | «К'єво»                | A                      | 32        | 2         | КІ                 | 0                  | 0                  | ЛЧ+КУЄФА             | 2+1                  | 0                    | -             | -             | -             | 35     | 2      |
| Усього за «К'єво»      | Усього за «К'єво»      | Усього за «К'єво»      | 133       | 10        |                    | 5                  | 1                  |                      | 3                    | 0                    |               | -             | -             | 141    | 11     |
| 2007–08                | «Фіорентина»           | A                      | 21        | 2         | КІ                 | 4                  | 1                  | КУЄФА                | 7                    | 1                    | -             | -             | -             | 32     | 4      |
| 2008–09                | «Фіорентина»           | A                      | 21        | 0         | КІ                 | 0                  | 0                  | ЛЧ+КУЄФА             | 0+2                  | 0                    | -             | -             | -             | 23     | 0      |
| Усього за «Фіорентину» | Усього за «Фіорентину» | Усього за «Фіорентину» | 42        | 2         |                    | 4                  | 1                  |                      | 9                    | 1                    |               | -             | -             | 55     | 4      |
| 2009–10                | «Сампдорія»            | A                      | 26        | 2         | КІ                 | 0                  | 0                  | -                    | -                    | -                    | -             | -             | -             | 26     | 2      |
| 2010–11                | «Сампдорія»            | A                      | 7         | 0         | КІ                 | 0                  | 0                  | ЛЧ+ЛЄ                | 2+1                  | 0                    | -             | -             | -             | 10     | 0      |
| 2011–12                | «Сампдорія»            | B                      | 18        | 0         | КІ                 | 1                  | 0                  | -                    | -                    | -                    | -             | -             | -             | 19     | 0      |
| Усього за «Сампдорію»  | Усього за «Сампдорію»  | Усього за «Сампдорію»  | 51        | 2         |                    | 1                  | 0                  |                      | 3                    | 0                    |               | -             | -             | 55     | 2      |
| 2012–13                | «Віченца»              | B                      | 29        | 1         | КІ                 | -                  | -                  | -                    | -                    | -                    | -             | -             | -             | 29     | 1      |
| Усього за «Віченцу»    | Усього за «Віченцу»    | Усього за «Віченцу»    | 60        | 3         |                    | 3                  | 0                  |                      | -                    | -                    |               | -             | -             | 63     | 3      |
| жовт. 2014–15          | «К'єрі»                | D                      | 28        | 4         | КІ-D               | 0                  | 0                  | -                    | -                    | -                    | -             | -             | -             | 28     | 4      |
| Усього за кар'єру      | Усього за кар'єру      | Усього за кар'єру      | 369       | 22        |                    | 19                 | 3                  |                      | 15                   | 1                    |               | -             | -             | 403    | 26     |

### Статистика виступів за збірну
| Дата       | Місто   | Господарі | Результат | Гості    | Турнір            | Голи | Примітки |
| ---------- | ------- | --------- | --------- | -------- | ----------------- | ---- | -------- |
| 16-8-2006  | Ліворно | Італія    | 0 – 2     | Хорватія | товариський матч  | -    |          |
| 6-9-2006   | Париж   | Франція   | 3 – 1     | Італія   | Відбір до ЧЄ 2008 | -    |          |
| 17-10-2007 | Сієна   | Італія    | 2 – 0     | ПАР      | товариський матч  | -    |          |
| Усього     |         | Матчів    | 3         |          | Голів             | 0    |          |